# Typhlotanais brachyurus
Typhlotanais brachyurus är en kräftdjursart som beskrevs av Frank Evers Beddard 1886. Typhlotanais brachyurus ingår i släktet Typhlotanais och familjen Nototanaidae. Inga underarter finns listade i Catalogue of Life.